# Abdallah (tahirí)

Abdalah ibn Táhir (persa: عبدالله طاهر, árabe: عبد الله بن طاهر الخراساني) (ca. 798-844/5) fue el tercer gobernador tahirí de Jorasán desde 828 hasta su muerte. Él es quizás el más famoso de los tahiríes.

## Primeros años
La carrera temprana de Abdalah consistió en servir con su padre Táhir ibn Husayn en la pacificación de las tierras del califato abasí después de la guerra civil entre Al-Amín y Al-Ma'mún. Más tarde sucedió a su padre como gobernador de Al-Yazira, con la tarea de derrotar a los rebeldes dirigidos por Nasr ibn Shabath, que se rindió en 826. Luego fue enviado a Egipto, donde terminó con éxito un levantamiento dirigido por Abd Alah ibn al-Sari. También recuperó Alejandría, que había sido tomada por los andalusíes refugiados siete años antes; después de su expulsión, los refugiados se dirigieron a la Creta bizantina, estableciendo el dominio musulmán allí por primera vez.

## Reinado
Aunque Abdalah se había hecho gobernador de Jorasán tras la muerte de su hermano en 828, llegó a Nishapur en 830; en el ínterin había estado ocupado luchando con algunas revueltas. Fue asignado por un breve tiempo en el año 829 para detener al jurramita Babak Khorramdin, pero luego el califa le dio nuevas órdenes de pasar a Jorasán y detener a los jariyíes. El hermano de Abdalah, Alí actuó como gobernador interino de Jorasán hasta que estuviera listo para establecer su residencia en Nishapur.
Durante su gobierno Abdalah estuvo ocupado con los asuntos de las partes oriental y occidental de sus territorios. En el este, tomó medidas para mejorar la fuerza de los samánidas, sus vasallos en Transoxiana. Los samánidas eran importantes, ya que controlaban el comercio entre Asia Central y el Califato, incluyendo el comercio de esclavos turcos. También en el este, en 834, Muhámmad ibn al-Qásim, se sublevó en Juzjand, pero las fuerzas de Abdalah finalmente lograron capturarlo.
En el oeste, por su parte, Abdalah entró en conflicto con el gobernante local de Tabaristán, el Ispahbadh Maziar. Como el gobernante de este, Abdalah afirmó Tabaristán como una dependencia e insistió en que el tributo adeudado por Maziar al califa debía pasar a través de él. Maziar, sin embargo, buscaba expandir sus dominios y quería estar libre de la influencia tahirí, por lo que se negó a aceptar esto y exigió ser capaz de pagar su tributo directamente al califa. En esta lucha Maziar contó con el apoyo de Afshin, que quería controlar las tierras de los tahiríes. Abdalah fue capaz de poner al califa contra Maziar, y en 839 recibió la orden de detener al Ispahbad. Maziar, recientemente convertido al islam, en gran medida se basó en los zoroastrianos de la provincia, pero al final fue capturado, enviado a Irak y ejecutado. El control sobre Tabaristán fue, por tanto, asegurado hasta la revuelta sayí de 864. Durante el mismo año en 839, un terremoto ocurrido en Ferganá, destruyó gran parte de la ciudad.
Abdalah murió en Nishapur, ya sea al final de 844 u 845. Fue sucedido por su hijo Táhir. De acuerdo con el famoso visir selyuquí Nizam al-Mulk, Abdalah fue enterrado en Nishapur, donde su tumba se convirtió en un lugar de peregrinación.